# 珀蒂諾斯山
珀蒂諾斯山（英語：Mount Petinos）是南極洲的山峰，位於瑪麗伯德地，處於沃利角東南面1.9公里的謝潑德島西北端，海拔高度500米，現時由南極條約體系管理。